# Venetian Resort Hotel
Das Venetian Resort Hotel ist ein Luxushotel am Las Vegas Strip, das der italienischen Stadt Venedig nachempfunden wurde.

## Ausstattung
Wie die meisten Hotels am Strip liegt auch das Venetian auf der Gemarkung von Paradise (Nevada). Zu dem 4.049 Suiten umfassenden Hotel gehören achtzehn Restaurants, zahlreiche Geschäfte und Boutiquen, ein Kasino und ein Madame Tussauds-Wachsfigurenkabinett.
In dem Hotel sind venezianische Sehenswürdigkeiten wie die Rialtobrücke, der Markusplatz oder der Campanile wiederzuerkennen. Selbst die venezianischen Kanäle wurden im und vor dem Hotel nachgebaut (allerdings nur knietief), einschließlich Gondeln mit singenden Gondolieri.
Der frühere Eigentümer Las Vegas Sands eröffnete am 28. August 2007 mit dem The Venetian Macao ein Hotel mit demselben Thema in Macau. Im Jahr 2022 wurde das Venetian für mehr als 6 Mrd. US-Dollar an die Private-Equity-Firma Appollo Global und den Real Estate Investment Fonds VICI Properties verkauft.
Am 30. Dezember 2007 wurde das Schwesterhotel „The Palazzo“ zwischen dem Venetian und dem Wynn eröffnet. Zusammen haben beide Hotels 7.128 Zimmer, es war somit zwischen 2008 und 2015 der größte Hotelkomplex der Welt. Mittlerweile wurde das Venetian vom First World Hotel in Malaysia (7.351 Zimmer) überholt und steht nun an zweiter Stelle der Hotels mit den meisten Zimmern.
Am 29. September 2023 wurde das zum Venetian Resort Hotel gehörende größtes kugelförmige Gebäude der Welt, The Sphere, eröffnet, das ca. 650 Meter vom Hotel entfernt liegt. Im Inneren gibt es 18.600 Sitz- und 5.000 Stehplätze. The Sphere hat einen Durchmesser von 157 Meter und eine Außenfläche von 81.300 m². Zwei Drittel der Außenfläche sind mit 57,6 Mio. LEDs bestückt und bilden damit die weltgrößte LED-Wand. Die Veranstaltungsstätte wird für Konzerte, Events und visuelle Vorführungen („The Sphere Experience“) genutzt.

## Varia
Die Irish Dance Show Lord of the Dance hat eine Truppe, die nur hier auftritt.
Im Februar 2010 wurde im Venetian ein Pokerturnier veranstaltet, welches für ESPN aufbereitet wurde.
In dem Nobelhotel wurde die Actionkomödie Miss Undercover 2 – Fabelhaft und bewaffnet mit Schauspielerin Sandra Bullock von 2005 gedreht.

## Technische Daten
- Höhe: 145 m
- Etagen (oberirdisch): 40
- Fertigstellung: 1999
- Architekten: The Stubbins Associates, Inc., TSA of Nevada, LLC

## Restaurants
- Aquaknox, ein Fischrestaurant
- Bouchon, klassisches französisches Bistro
- Canaletto, venezianisches Ambiente mit Grillspezialitäten.
- Delmonico Steakhouse, Steakhouse mit Südstaaten-Küche
- Lutece, Restaurant im New-York-Stil
- Pinot Brasserie
- Postrio
- Royal Star
- Tao
- Tsunami Asian Grill, Asia-Fusion-Küche
- Valentino
- Zeffirino Ristorante, traditionelle italienische Küche

- Canyon Ranch Cafe
- Grand Lux Cafe
- Noodle Asia
- Taqueria Canonita
- The Grill at Valentino
- Tintoretto Bakery

## Bildergalerie

Nachtaufnahme – die Außenfassade wurde dem Dogenpalast nachempfunden
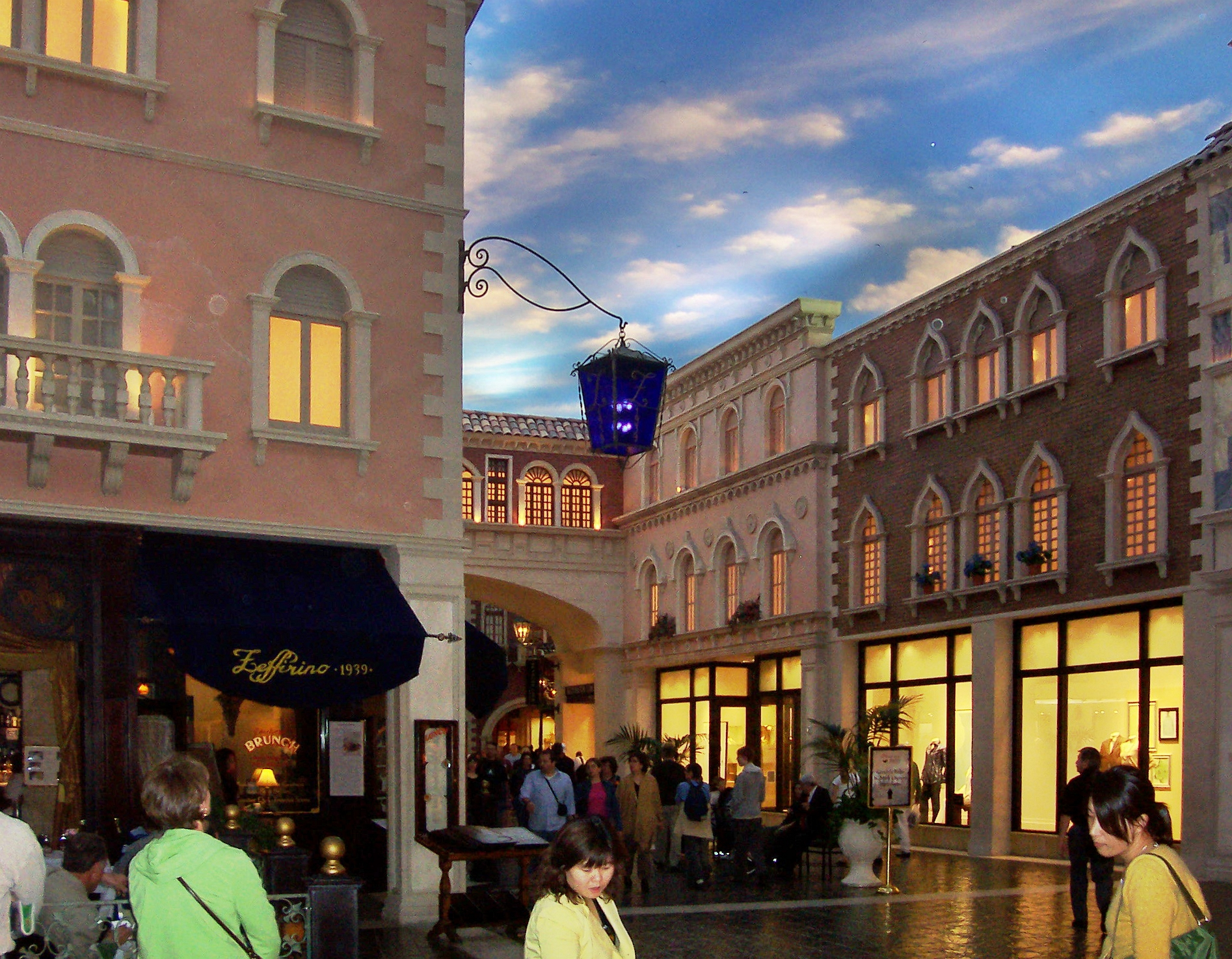
Ansicht des künstlichen Himmels
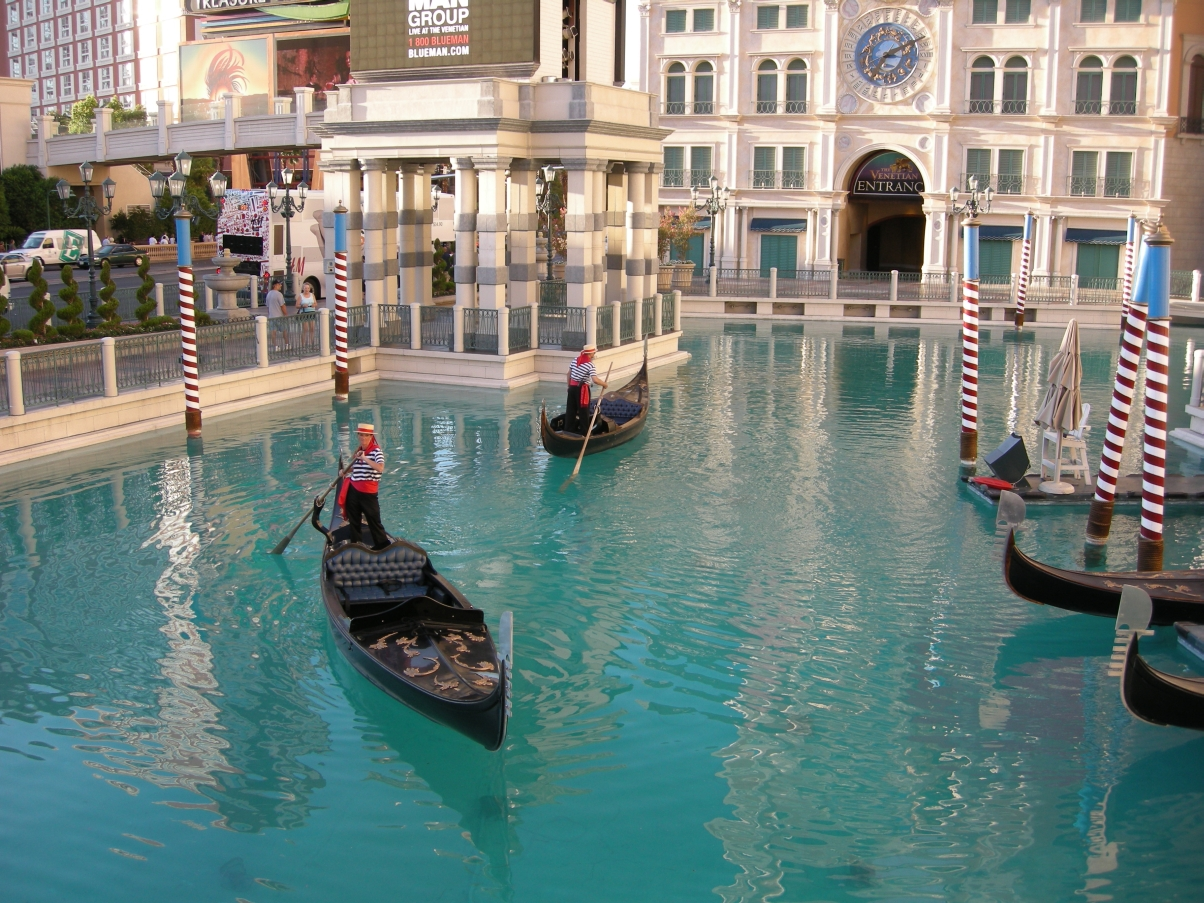
Gondeln im Kanal an der Vorderseite des Hotels, Im Hintergrund links der Las Vegas Boulevard.
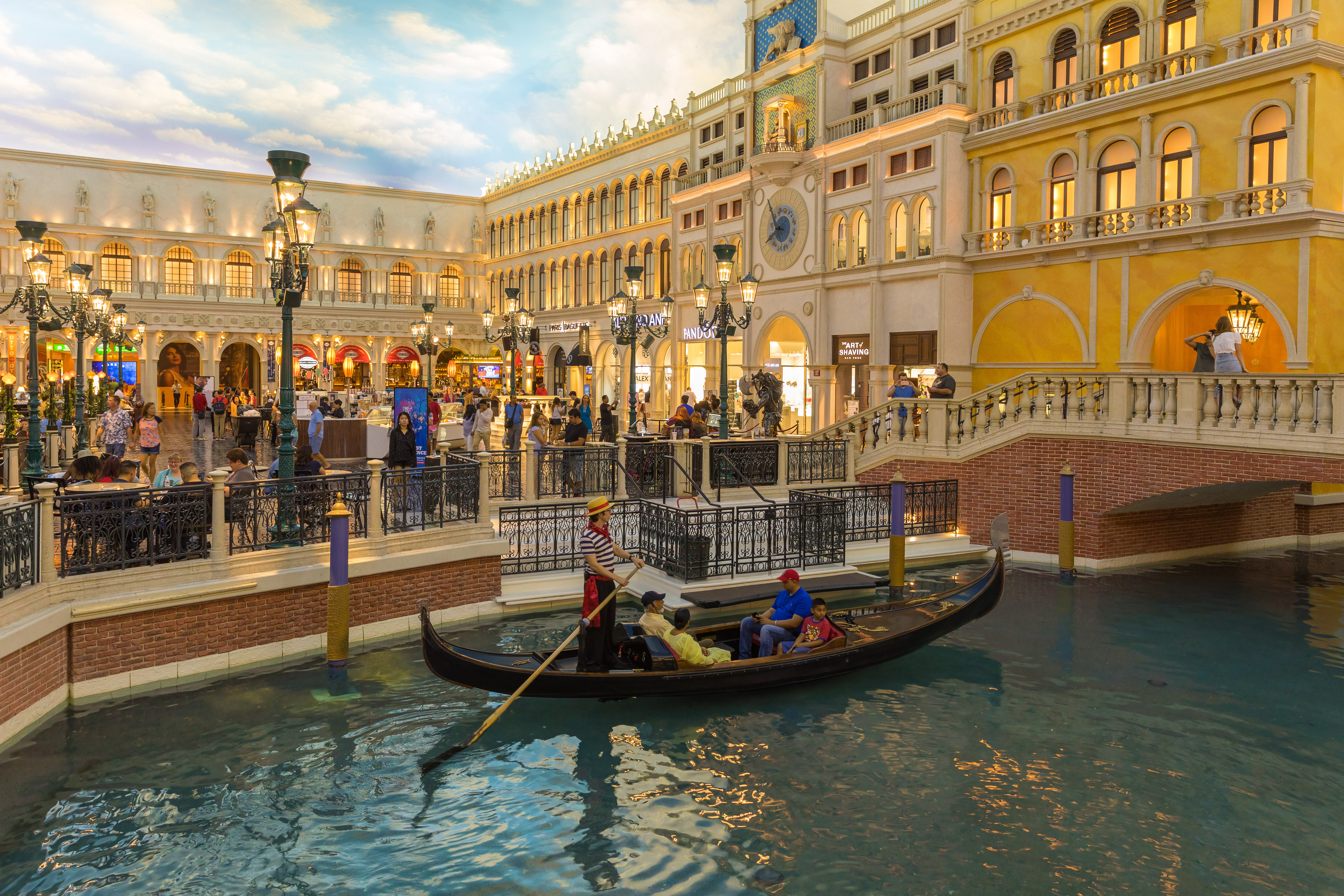
Eine Nachbildung des Markusplatzes im Einkaufsbereich des Hotels
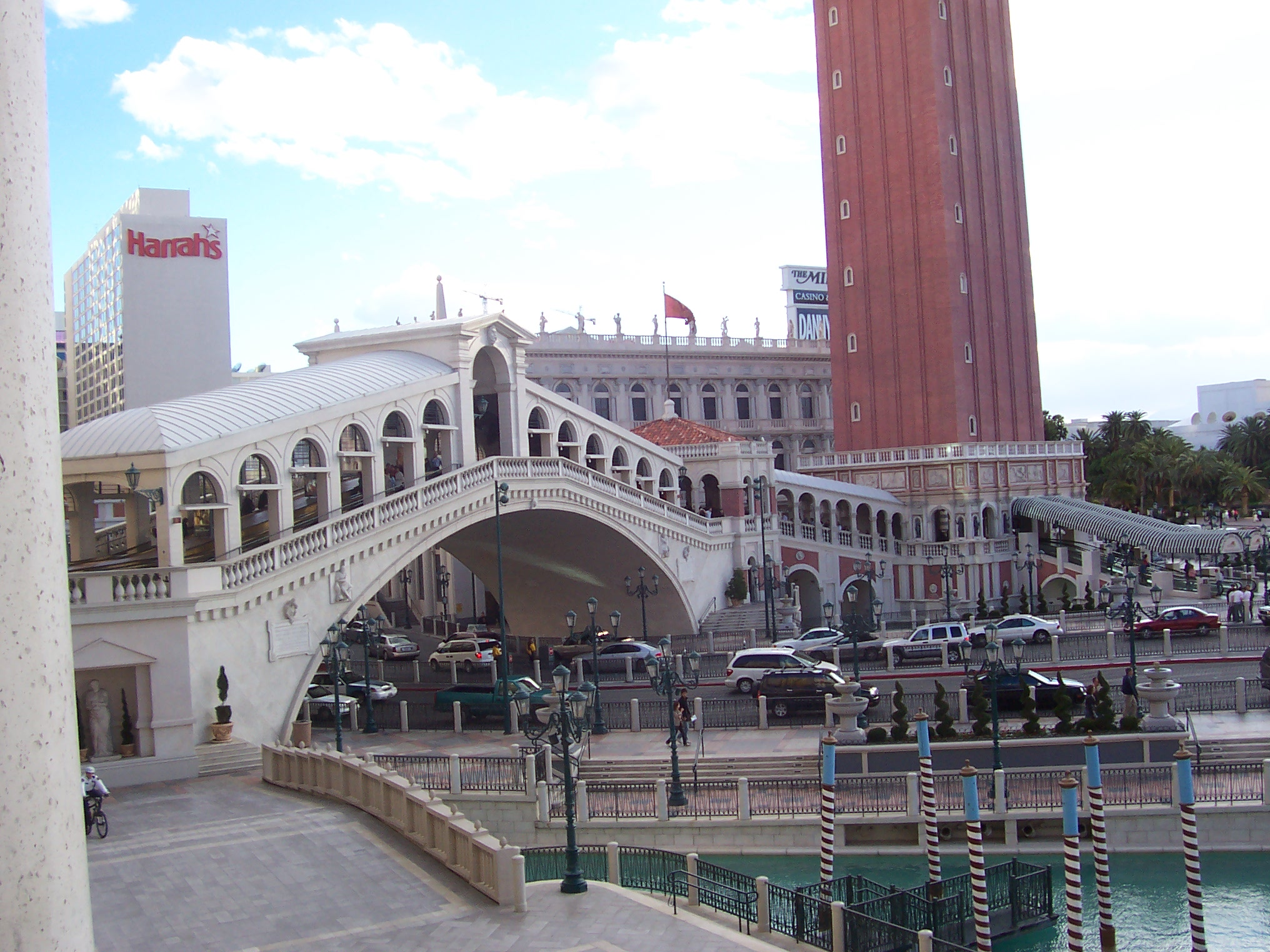
Die Nachbildung der Rialtobrücke am Eingang des Hotels Venetian
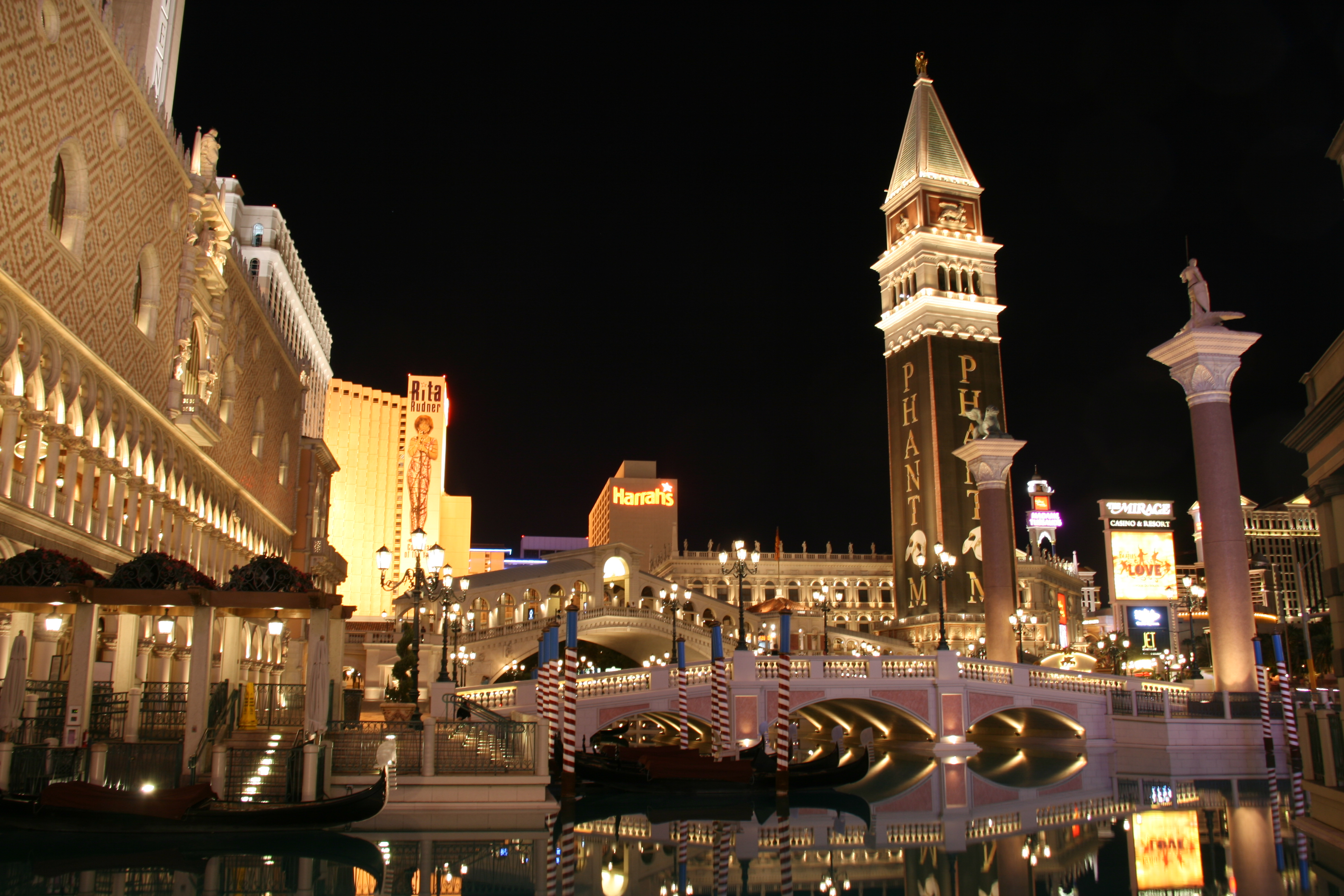
The Venetian bei Nacht
Venetian Resort Hotel bei Nacht
Gang im Venetian Resort & Casino